# Technika klasyczna

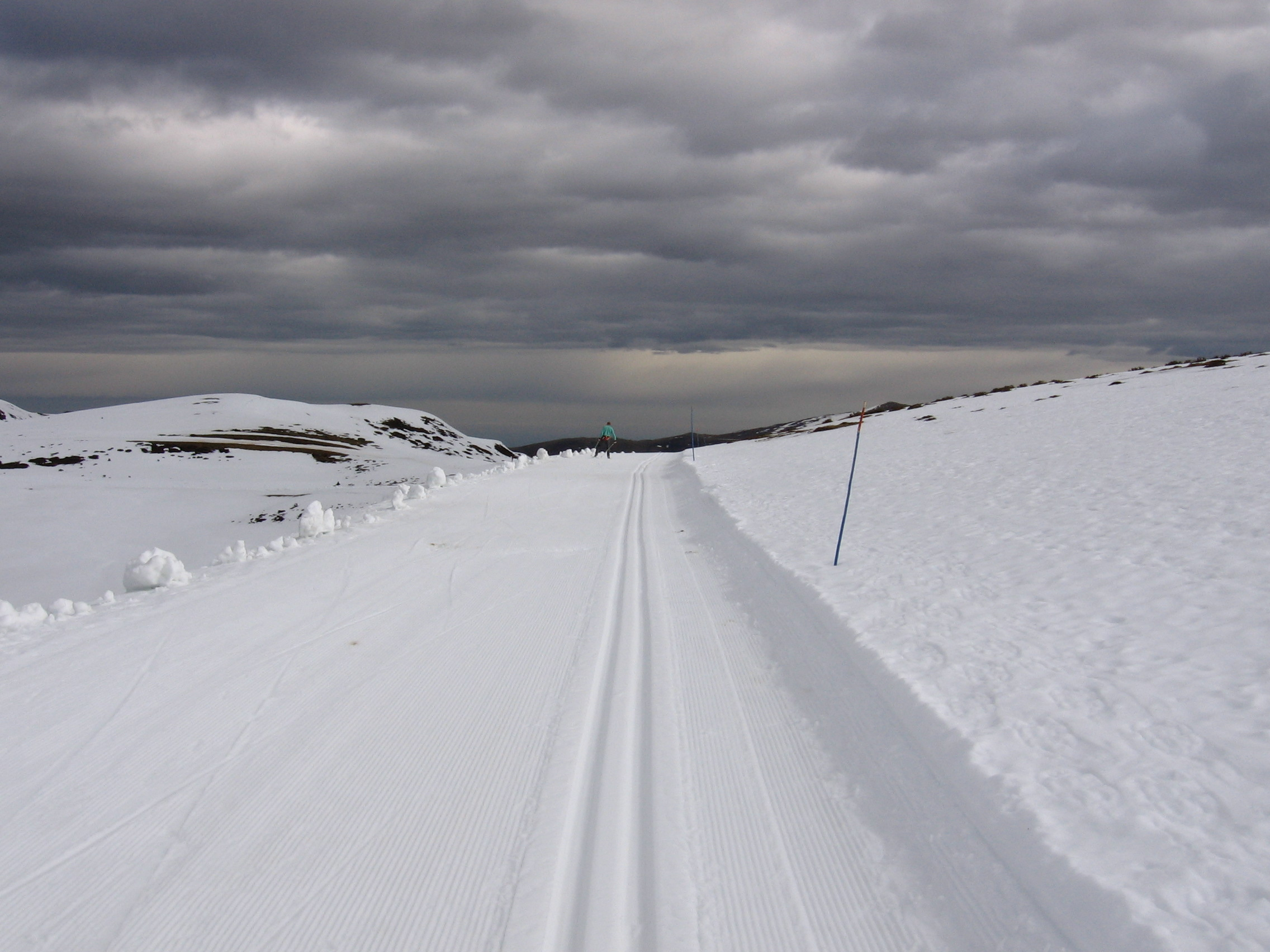
Trasa do biegu techniką klasyczną (po prawej)

Styl klasyczny to technika biegu narciarskiego. Polega ona na (jednoczesnym) prowadzeniu równolegle nart i odpychaniu się kijkami. Zawody odbywają się na specjalnie przygotowanej trasie. Trasy takie posiadają dwa wgłębienia dla nart (lub więcej ich par).